# الكتابة في مصر القديمة

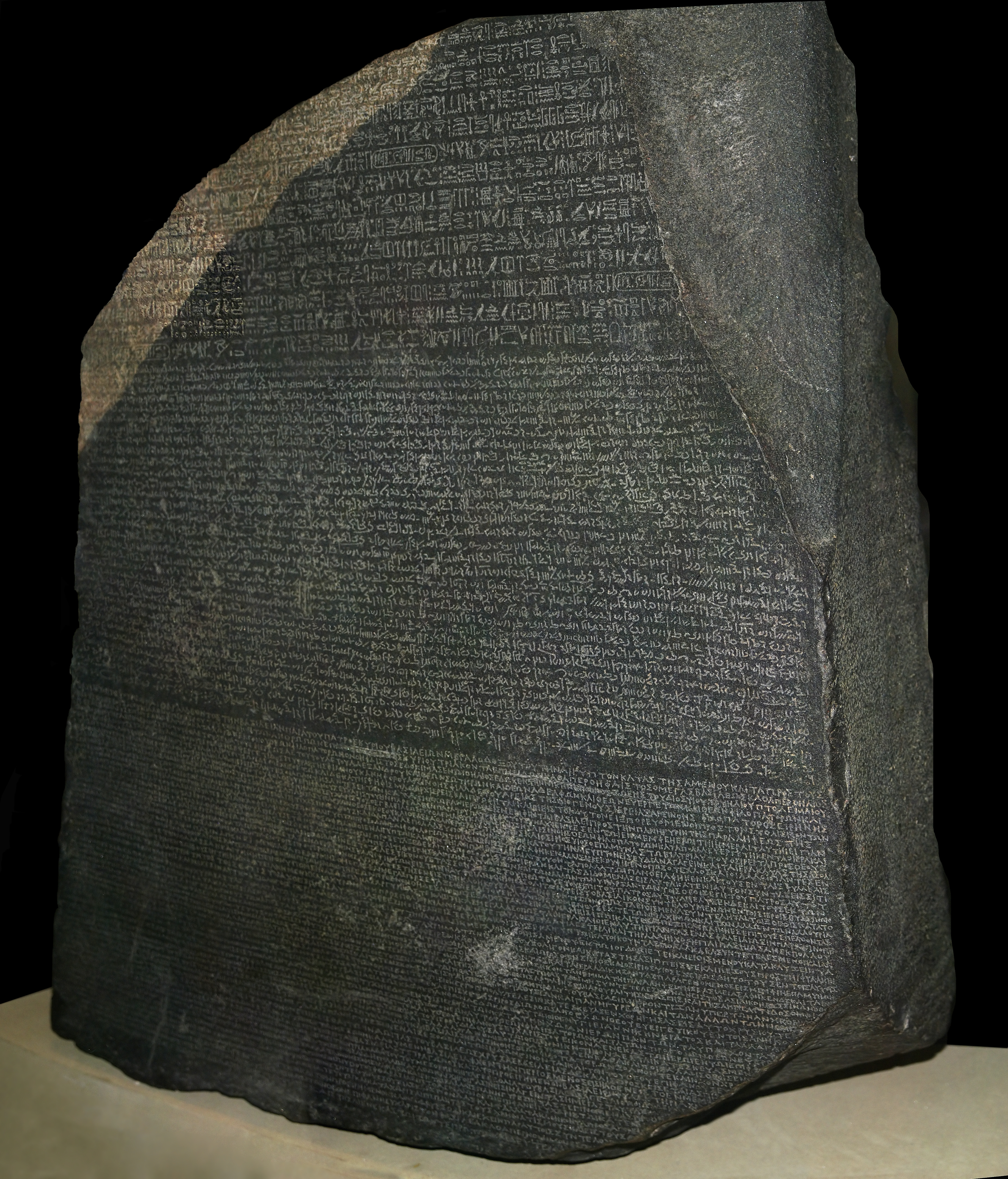
حجر رشيد.

الكتابة في مصر القديمة تقسم على عدة مراحل نظرا لاختلاف الأزمنة والظروف، وهي كالتالي:

## الكتابة في مصر القديمة
1. الهيروغليفية : سادت في العصور الفرعونية من بدئها عند العصر العتيق وحتى نهاية الدولة الفرعونية بعد الدولة الحديثة ثم بعد ذلك بدأت بالانقراض، كانت عادة تكتب من اليمين لليسار أو من اليسار لليمين، أفقي أو رأسي، وهي عبارة عن إشارات تشمل ما في الطبيعة من إنسان وحيوان ونبات وماء وشمس وغيرها من الظواهر الطبيعية. «فكانت تدون كل علامة مع الاهتمام الفائق بتفاصيل الرسم فالطائر على سبيل المثال لا بشار اليه بخطوطه الجانبية وحسب بل بشتى ملامحه الداخلية أيضا مع توضيح الأجنحة والعينين والمخالب... الخ وغنا عن البيان أن تدوين هذه الكتابة كان يستغرق وقتا طويلا» [1]، كتب بها المصريين على البرديات وجدران المعابد والاهرامات والنصوص الدينية جميعها فقد كانت كتابة مقدسة وكان تعلمها صعبا ولذلك متعلمها والذي كان يسمى كاتب؛ كان يحظى بمنزلة عالية ورفيعة عند المصريين كما أن متعلمها هذا أيضا بعد أن يكون كاتبا يمكنه ان يرتقي في المناصب حتى يمكن أن يصبح حاكم إقليم أو وزيرا.
2. الهيراطيقية : ونظرا لصعوبة الهيروغليفية وصعوبة تعلمها واستخدامها في الشئون العامة؛ تم اختراع الكتابة الهيراطيقية وهي مشتقة من الهيروغليفية مع تبسيطها بعض الشئ، سميت أيضا الخط الكهنتي أي خط رجال الدين لأن الكهنة ورجال الدين هم من استخدموا تلك الكتابة كثيرا في كافة أعمالهم، وتم الكتابة بها على الخزف والخشب، كما أن معظم الكتابات الأدبية للمصريين سجلت بالهيراطيقية.
3. الديموطيقية : سادت بعد انتهاء الدولة الحديثة في عصر الاضمحلال الأخير لسهولتها عن الهيروغليفية والهيراطيقية وسميت أيضا بالعامية نظرا لانتشارها بين كافة الشعب وكانت عبارة عن لغتهم الدارجة ولكنها مكتوبة.
4. القبطية : وهي عبارة عن المصرية القديمة مكتوبة بالحروف الأغريقية، وسجل بها رجال الدين المسيحيون كافة كتاباتهم ونصوصهم الدينية، وسادت تلك اللغة ومعها العديد وذلك لتنوع من كانوا يعيشون في مصر في تلك الفترة فمن الفراعنة ثم الفرس والبطالمة والإغريق واليونانيون واليهود حتى الرومان فتعددت اللغات والكتابات فكانت كتابة معينة تسود في عصر معين وأيضا لكل مجال كتابة وظهر ذلك الاختلاف والتنوع بوضوح في العصر الروماني، ثم بعد ذلك تم الفتح الإسلامي لمصر وبذلك بدأت اللغات الأخرى في الانحسار حتى هيمنت العربية ولكنها لا تعتبر من كتابات مصر القديمة لأنها لم تسود إلا في العصور المتقدمة نسبيا خلاف لما يشاع.

و قد تم معرفة تلك اللغات وفك شفراتها بواسطة حجر رشيد، والذي اكتشفه الفرنسيون في مصر ابان الحملة الفرنسية، ويحتوي هذا الحجر على ثلاثة أنواع من الكتابات وهي الهيروغليفية، الديموطيقية، الأغريقية.

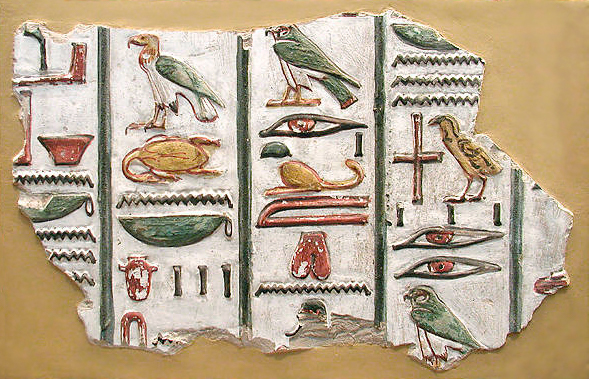
كتابة هيروغليفية على مقبرة.
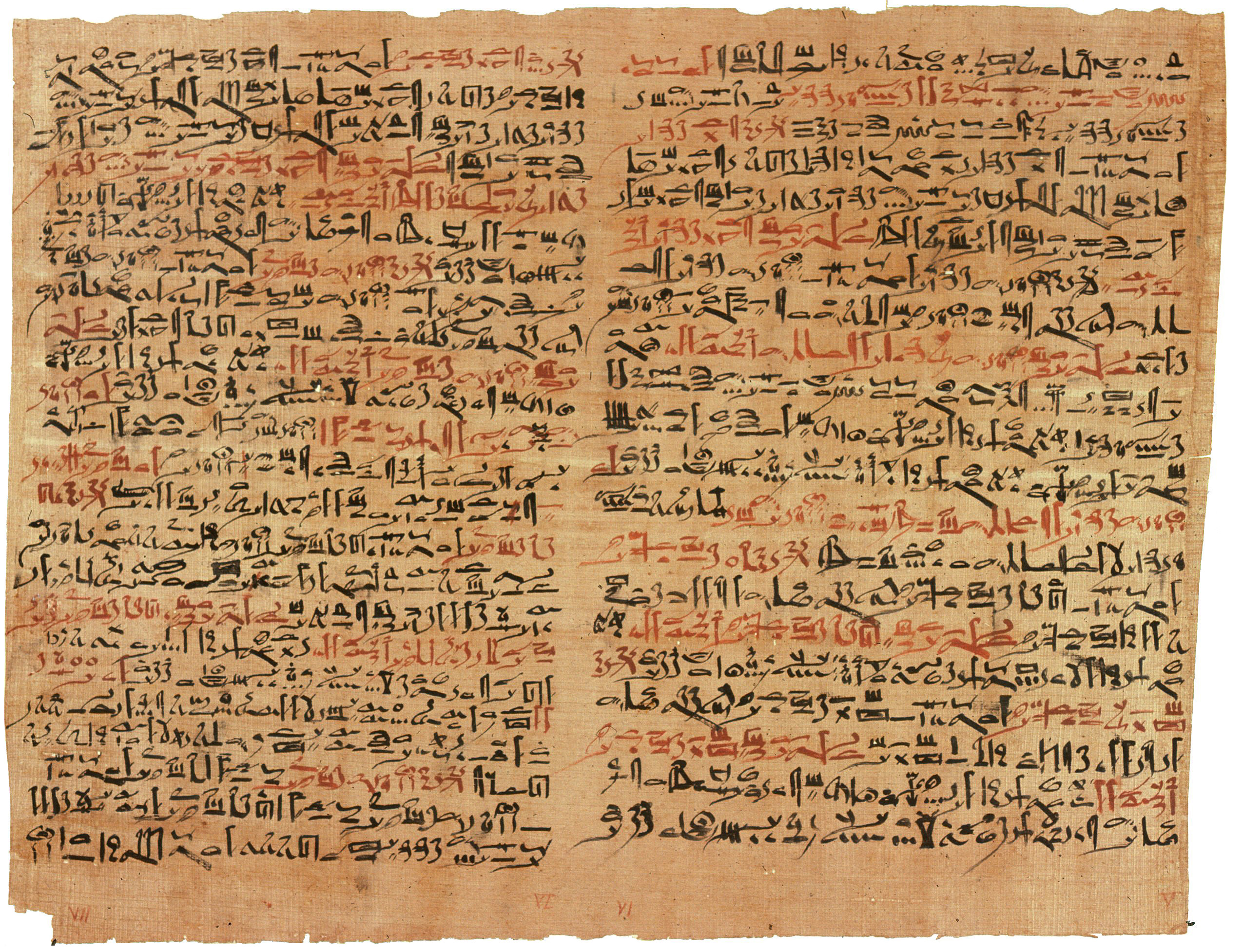
وثيقة طبية تحوى كتابة هيراطيقية.
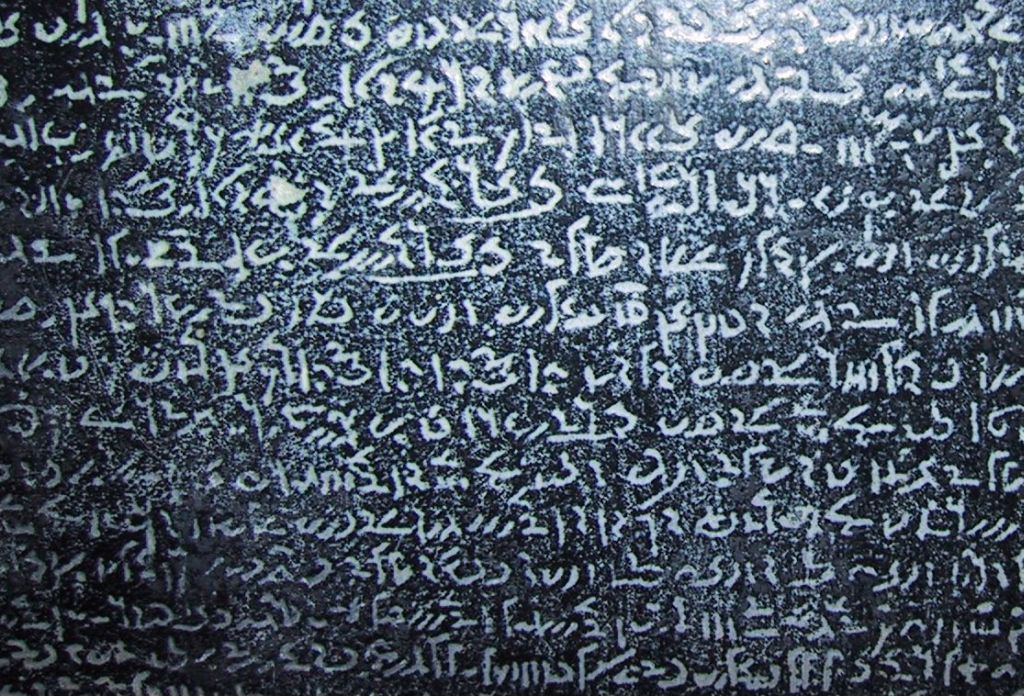
الكتابة الديموطيقية (من حجر رشيد).

## الخامات المستخدمة في الكتابة في مصر القديمة

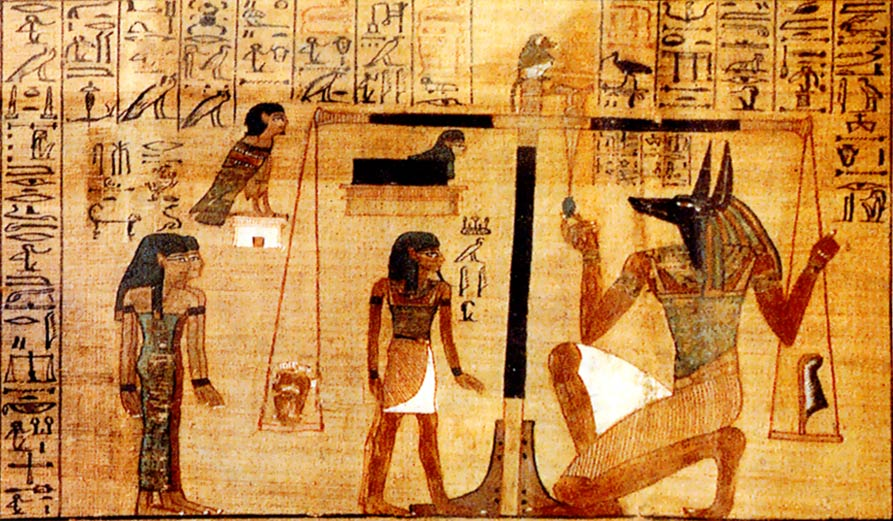
صورة لبردية.

كانت أيضا الكتابات المصرية القديمة تكتب على اوراق البردى والتي انتشر صيت صناعتها في مصر نظرا لتوفر نبات البردى في مصر، وكانت تلك الاوراق عبارة عن سيقان البردى الملصقة ببعضها رأسيا وكان يكتب عليها بالمداد الأسود والأحمر بالبوص، وكان أيضا إلى جانب الكتابة على اوراق البردى كان هناك الكتابة على الخزف والخشب والاحجار، ومن تلك الكتابات على تلك المواد المختلفة علمنا لغات المصريين القدماء وحضاراتهم وادبهم وكل شيءوده كل شيء موجود تقريبا.

## استخدامات الكتابة في مصر القديمة
كانت الكتابة تستخدم في جميع شئون الحياة كما استخدمت في الكتابات الدينية على جدران المعابد والاهرامات، واستخدمت في الشئون العامة والاوامر الملكية، واستخدمت في التعليم وغيرها من شئون الحياة وأيضا استخدمت في الأدب وقد برع به المصريون القدماء وظهرت براعتهم فيه وهو من أهم استخدامات الكتابة في مصر القديمة.
الأدب في مصر القديمة:
كان الأدب عند المصريين من أهم ألوان الحياة الفكرية وكان يستخدم به الكتابات المصرية الشهيرة، ويرجع عهده إلى زمن بناة الأهرام ولكن اروع ما بقى منه هو ما كتب في عهد الدولة الوسطى، وأنواعه كالتالى:
1. الأدب الديني : وهو مثل نصوص الأهرام وكتاب الموتى وما نقش على جدران النعابد والمقابر وأيضا الاناشيد والترانيم مثل ما خلفه لنا اخناتون في وصف والخشوع لألهه وقد خلف المصريون من ذلك الأدب الكثير.
2. الأدب القصصي : وكان منه القصص الخيالية، أو الحقيقية.مثال ذلك قصة الفلاح الفصيح
3. الأدب التهذيبي : عبارة عن تعاليم ووصايا ينصح بها الموعظة الحسنة وقد يقولها فرعون أو المعلمون أو الآباء والامهات أو الحكماء ومن أشهر تلك التعاليم ماتركه بتاح حتب في عهد الدولة القديمة، وآنى في عهد الدولة الحديثة.
4. أدب المديح : ومن أشهر من برع فيه سنوسرت الثالث وكان يقصد به في أغلب الأحيان تمجيد فرعون واعماله وبطولاته.

من امثلة الأدب التهذيبى:
1. أن لعنة الإله تحل بالذي لا يقول الحق.
2. لا تتنازع في أمر عندما تكون فيه على غير حق.
3. لا توجه احمقا حتى لا يكن لك كراهية.

من امثلة أدب المديح: ابيات شعرية لسنوسرت الثالث
أنت عظيم يا سيد وطنه: أنت السيد الذي يمنع عنا ثورة فيضان النيل
أنت عظيم يا سيد وطنه: أنت الركن الدافئ أيام الشتاء
أنت عظيم يا سيد وطنه: أنت الظل الظليل أيام الصيف